# Chapter Two "2"
Chapter Two "2" är ett musikalbum av Chapter Two och utgivet 1994. Det är duon Nils Landgren och Johan Norbergs andra album i ordningen.

## Låtlista
1. "Get Here" (Brenda Russell) – 4:21
2. "Song for Nils" (Johan Norberg) – 4:46
3. "Killing Me Softly" (Musik: Charles Fox – text: Norman Gimbel) – 4:28
4. "The Red Moped" (J. Norberg) – 3:30
5. "Moon Shadow" (Cat Stevens) – 2:40
6. "Like Someone in Love" (Musik: Jimmy Van Heusen – text: Johnny Burke) – 1:40
7. "Everything Happens to Me" (Musik: Matt Dennis – text: Tom Adair) – 3:46
8. "Waltz for Johanna" (J. Norberg) – 2:05
9. "Everything Must Change" (Benard Ighner) – 5:08
10. "Morning Song" (J. Norberg) – 2:28
11. "Birthday Dance" (J. Norberg) – 5:04

## Chapter Two
- Nils Landgren — sång, trombon, trumpet
- Johan Norberg — gitarr, bakgrundssång, dragspel